# 曾侯乙墓
曾侯乙墓（そうこういつぼ）あるいは擂鼓墩1号墓（らいことんいちごうぼ）は、中国の湖北省随県（現在の随州市曽都区）で発見された戦国時代初期の諸侯の墓。「卜」字形の竪穴墓で、南北16.5メートル、東西21メートル。

## 発見の経緯
1977年9月、随県の東団破で中国人民解放軍空軍の営舎を拡張するために山腹に発破をかけていたところ、地下の褐色の泥土の中から墓の一部が発見された。施工者の王家貴と鄭国賢が県の文化部門に通報したが、当初は重視されなかった。このとき墓の車馬坑からは青銅製の文物が出土していたが、現場の工事担当者によって廃品として売り払われていた。その後、王家貴が3回にわたって県城におもむいて専門家の視察を求めたため、関連部門の注意を引いた。1978年5月11日に文物考古部門が発掘を開始し、17日に泥水につかった墓の排水をはじめた。21日に盗掘洞を発見し、23日には水位が下降して、曾侯乙編鐘が水面に露出した。

## 墓主
墓主は45歳前後の男性、殉葬者は13 - 25歳の女性21人。出土した銅鐘の銘文の鑑定を経て、戦国初期の曾国の名を「乙」という君主の墓であると判明したため、墓主は「曾侯乙」と呼ばれるようになった。墓葬年代は楚の恵王56年（紀元前433年）頃と推定されている。

## 出土文物

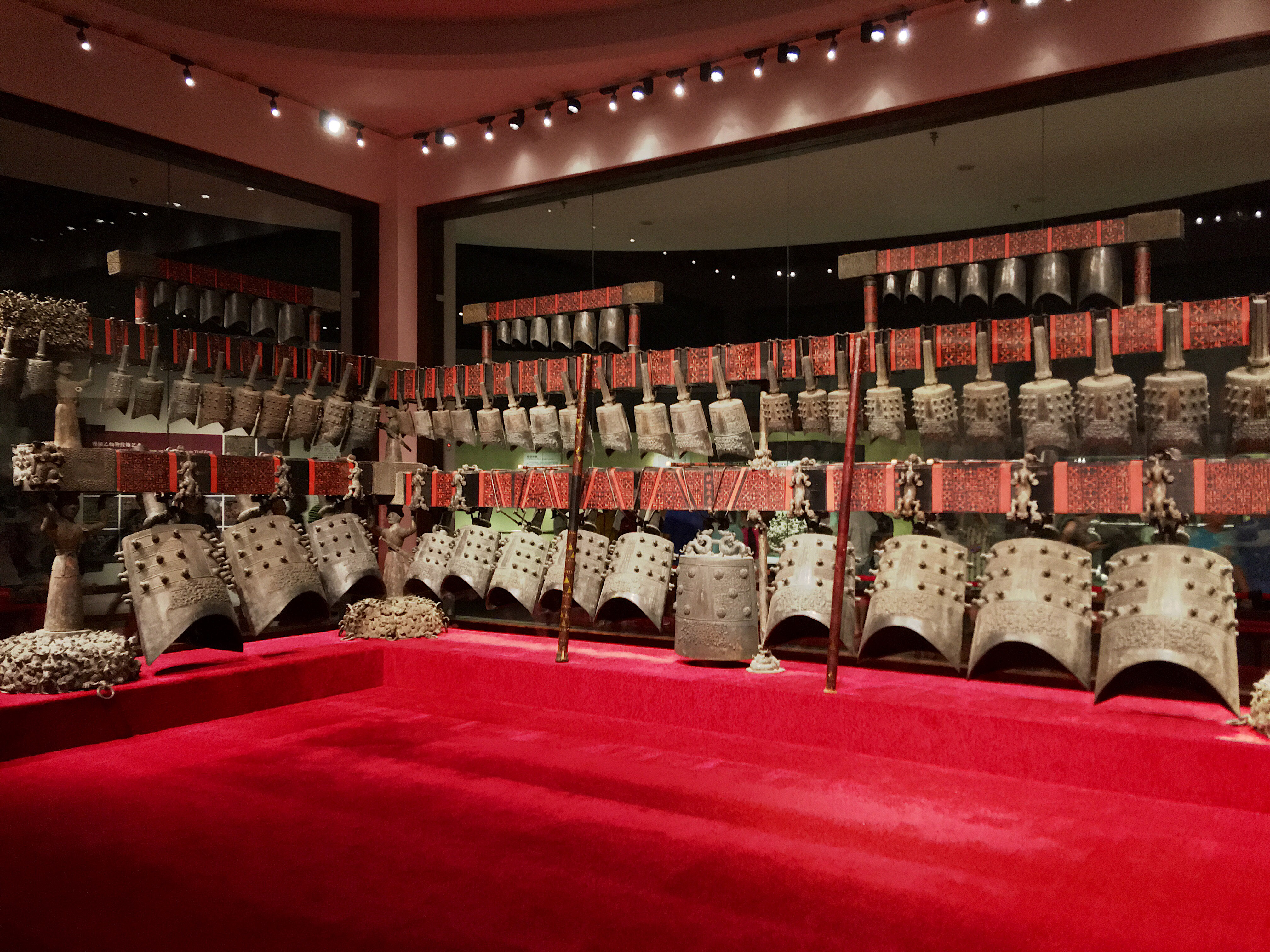
曾侯乙編鐘（湖北省博物館）

墓の中から大量の青銅製の礼器をはじめ楽器・兵器・金器・玉器・車馬器・漆器・木器・竹器および竹簡などの文物15404件が発見され、そのうち8件が国宝に指定された。
- 曾侯乙編鐘 - 65個の青銅製の鐘を、青銅と木で作られた3段の枠に並べた楽器。「曾侯乙作持」の銘文のほか、音階や音律についての記述を含み、音楽史における貴重な文字史料となっている。
- 曾侯乙編磬 - 「へ」字形の石板（磬）を、青銅製の架に並べて吊り下げた楽器。
- 曾侯乙大鼎 - 「曾侯乙作持用終」の銘文を持つ鼎。
- 鴛鴦形漆盒
- 曾侯乙之走戈 - 「曾侯乙之走戈」の銘文を持つ戈。
- 竹簡 - 240枚、6696字。葬送に用いられた車馬や武器甲冑の名称を記録した遺策である。